# Paradoxe de l'archer
Ne doit pas être confondu avec paradoxe de la flèche ou paradoxe de la dichotomie.
Le paradoxe de l'archer réside dans la précision du tir à l'arc malgré la différence d'alignement de la flèche entre le moment du tir, et sa trajectoire finale. En effet la poignée de l'arc semble être un obstacle que la flèche est obligée de contourner afin d'atteindre la cible. Un archer doit viser avec un décalage du côté opposé au bras de corde (celui qui tire la corde) que la courbe de course de la flèche corrigera.

## Description
Le terme est défini pour la première fois en 1913 par Dr Robert P. Elmer. Le phénomène sous-jacent sera mis en évidence grâce à l'utilisation de photographie à haute vitesse par Hickman et Klopsteg.

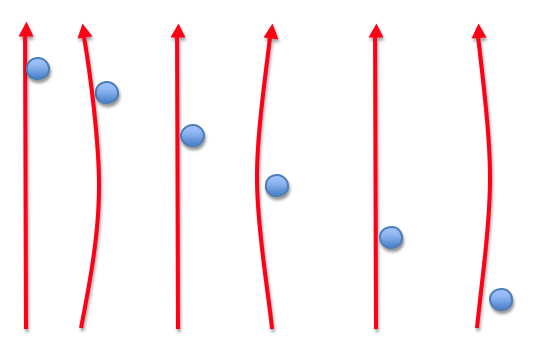
Déformation schématique de la flèche pendant le tir.

Il s'explique par différentes forces "parasites" s'appliquant sur la flèche lors du tir : entre autres dues à la déviation latérale de la corde au moment de sa relâche, et aux forces de contact appliquées par le porte-flèche. Ces efforts engendrent des déformations sur la flèche composées d'un élément de compression, et d'un élément de flexion beaucoup plus visible : la flèche a tendance à "s'enrouler" autour de la poignée au moment du tir, puis oscille durant le vol.

Schéma représentant la trajectoire de la flèche selon sa rigidité

L'amplitude d'oscillation dépend de la rigidité de la flèche, de la puissance de l'arc et de la répartition de masse de la flèche. La rigidité ou "spine" doit être en rapport avec la puissance de l'arc auquel elle est destinée : un arc plus puissant aura besoin d'une flèche plus raide et, au contraire, un arc moins puissant nécessitera une flèche plus flexible. Une amplitude minimale est désirée, justement pour éviter une collision de la flèche avec la poignée, qui dévierait la flèche vers l'intérieur (voir schéma "trop rigide"). Une amplitude trop importante déstabilise le vol vers l'extérieur (voir schéma "trop flexible"), et à l'extrême peut provoquer la rupture de la flèche si celle-ci est en bois, ou bien la tordre si elle est en aluminium.
Le paradoxe n'existe pas dans le cas d'arcs possédant une fenêtre avec repose-flèches centré, puisque celui-ci permet justement l'alignement direct de la flèche vers la cible. Cependant même dans ce cas, la flèche est soumise à des déformations et oscillations similaires.
Différents systèmes servent à minimiser les efforts parasites subis par la flèche afin d'augmenter la précision, tels que les repose-flèches, les systèmes de décochage mécanique, ou encore les boutons compensateurs, ou Berger-button.
La rotation d'un projectile sur son axe induit théoriquement une stabilisation de sa trajectoire. Plus la flèche tourne vite sur elle-même, plus sa trajectoire sera rectiligne et stable. Cependant dans le cas du tir à l'arc, la rotation est provoquée uniquement par la résistance de l'air sur l’empennage déformé au moment du tir, et bloquée tant que la corde ne quitte pas l'encoche. La rotation résultante, bien que non nulle, reste faible comparé à son déplacement, et son effet sur la trajectoire négligeable.